# گوریل جلگه‌ای غربی
گوریل جلگه‌ای غربی (به انگلیسی: Western lowland gorilla) با نام علمی Gorilla gorilla gorilla نام یک زیرگونه از گوریل غربی است که در جنگل‌ها و مناطق کوهستانی آفریقای مرکزی در کشورهای آنگولا، کامرون، جمهوری آفریقای مرکزی، کامرون، گینهٔ استوایی و گابن زندگی می‌کند. این نوع گوریل در باغ وحش‌ها نیز یافت می‌شود. در گوریل‌های نر بیماری‌های قلبی-عروقی و بیماری کاردیومیوپاتی رایج است.

## ویژگی‌های فیزیکی
گوریل‌های جلگه‌ای غربی کوچک‌ترین زیرگونهٔ گوریل‌ها هستند. یک گوریل نر از ۱۴۰ تا ۲۷۰ کیلوگرم وزن دارد و به‌طور ایستاده می‌تواند از ۱۵۰ تا ۱۸۰ سانتی‌متر قد داشته باشد. بر اساس رکوردهای جهانی گینس میانگین وزن یک گوریل نر ۱۶۸ کیلوگرم و قد به صورت ایستاده ۱۶۳ سانتی‌متر است. ماده‌ها نیز تا ۱۵۰ سانتی‌متر به صورت ایستاده می‌توانند قد داشته باشند و وزن آن‌ها نیز نصف وزن نرهاست. باغ‌وحش داری به نام جان اسپینال ادعا می‌کند که گوریل‌های پشت‌نقره‌ای (گوریل‌های نر بالغ) وی قدرتی در حد هفت یا هشت وزنه‌بردار المپیک دارند، اما این ادعا تاکنون اثبات نشده‌است.

## رفتارشناسی

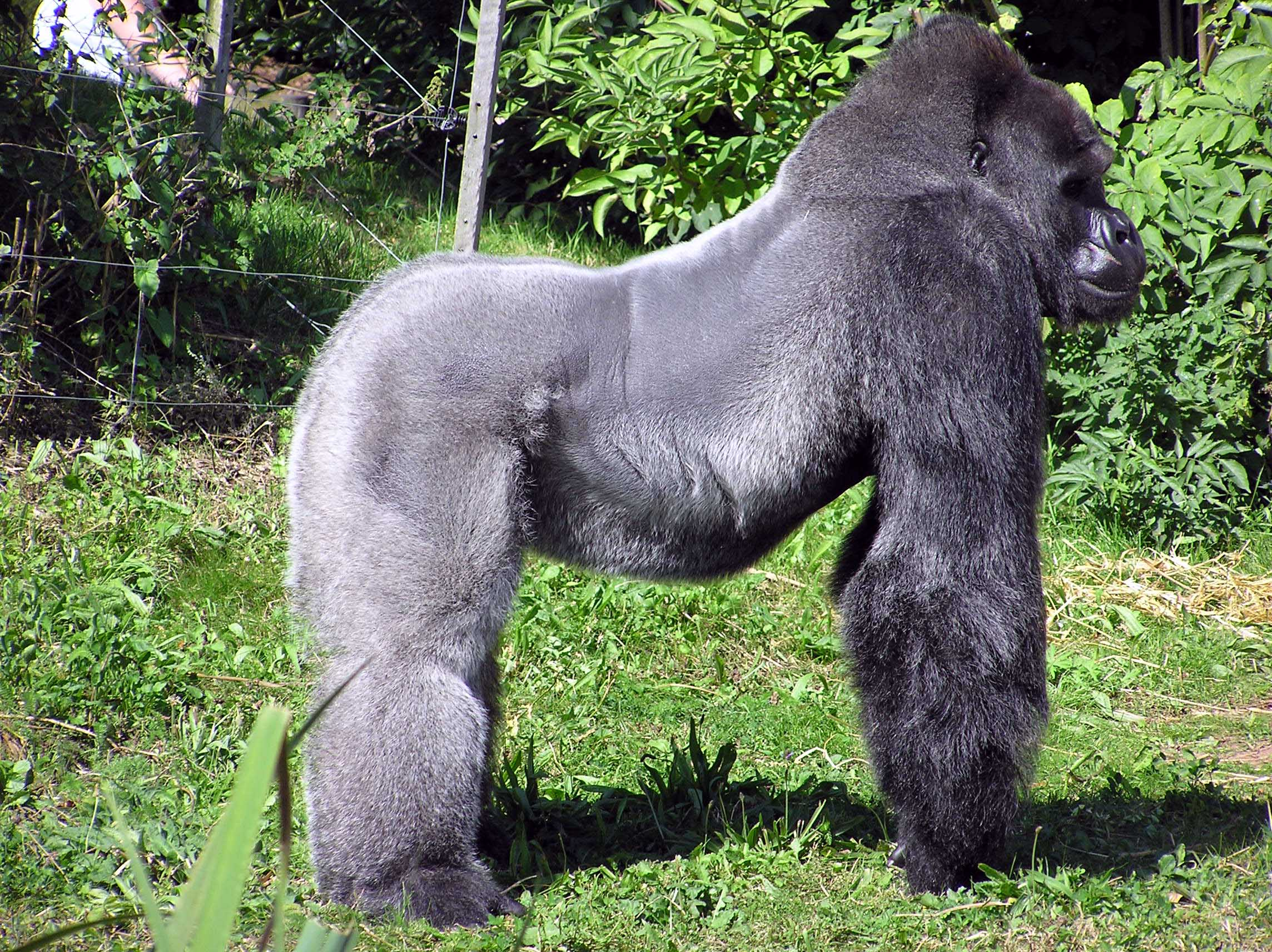

گوریل جلگه‌ای غربی به صورت گروهی تا فاصلهٔ ۷٫۸–۴۷ کیلومتر مربع از پناهگاه خود مسافرت می‌کنند. آن‌ها از خود رفتار تهاجمی نشان نمی‌دهند و گروه‌های همسایه فضاها را با هم به اشتراک می‌گذارند. گروه‌ها منطقه‌ای معین نزدیک خانهٔ خود را انتخاب می‌کنند و با توجه به وجود میوه‌های رسیده، مهاجرت می‌کنند. گوریل‌ها معمولاً روزانه ۰٫۴۸ – ۲٫۹ کیلومتر مهاجرت می‌کنند.
گوریل‌ها در گروه‌های خانوادگی زندگی می‌کنند که در آن یک گوریل نر بالغ غالب که به پشت‌نقره‌ای معروف است، پنج تا هفت مادهٔ بالغ، بچه‌ها و نوجوانان و احتمالاً چند گوریل نر غیر غالب عضویت دارند. گوریل‌ها دیر به دیر تولید مثل می‌کنند چرا که ماده‌ها تا سن نه یا ده سالگی قابلیت باردار شدن ندارند و معمولاً هر پنج سال تنها یک بچه به دنیا می‌آورند.

جمجمهٔ یک گوریل نر

## تغذیه
تغذیهٔ اصلی گوریل جلگه‌ای غربی، گیاهان هستند. غذای اصلی آن‌ها ریشه و ساقهٔ گیاهان و درختان است اما از میوه‌ها و گاهی پوست درختان نیز تغذیه می‌کنند. همچنین گاهی حشرات را می‌خورند. یک گوریل بالغ روزانه حدود ۱۸ کیلوگرم غذا می‌خورد.

## ژنتیک
ژنوم گوریل جلگه‌ای غربی در سال ۲۰۱۲ توالی‌یابی شد.

## ایدز
برخی باور دارند که گوریل جلگه‌ای غربی یکی از عامل‌های اصلی ایدز است. ویروس نقص ایمنی میمونی (SIV) همانند ویروس اچ‌آی‌وی-۱ آن‌ها را بیمار می‌کند.